# Inibitore della monoamino ossidasi

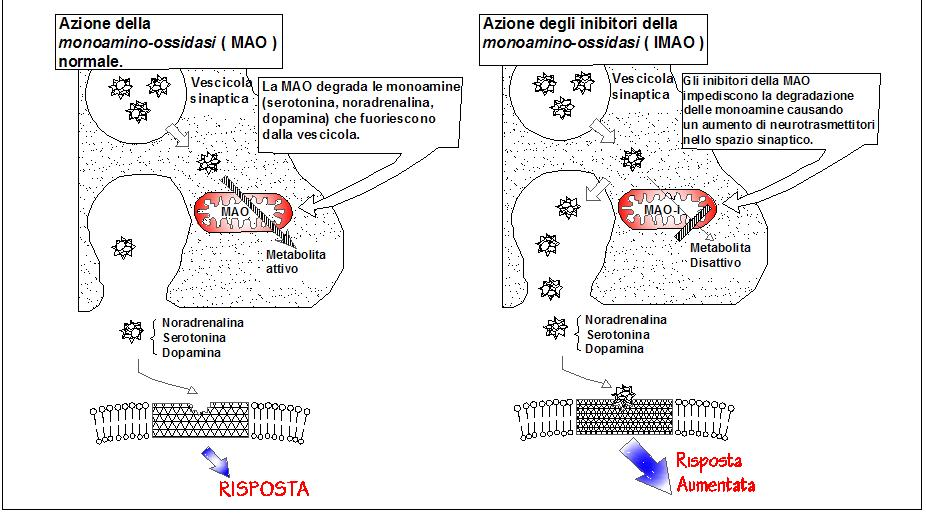

Gli inibitori delle monoamino ossidasi, noti anche con l'acronimo I-MAO oppure MAO-I (dall'inglese monoamine oxidase inhibitor), sono una classe di farmaci in grado di ridurre o bloccare l'attività delle monoamino ossidasi, gli enzimi che metabolizzano per via ossidativa le monoammine.
Delle monoammine fanno parte numerose sostanze endogene come alcuni neurotrasmettitori (come la serotonina e le catecolamine adrenalina, noradrenalina, melatonina, dopamina) e composti esogeni (come la tiramina e alcuni farmaci). L'inibizione della degradazione dei neurotrasmettitori, importanti nella regolazione del tono dell'umore, ne comporta un loro aumento nel sistema nervoso centrale: questo meccanismo è alla base dell'effetto antidepressivo ed ansiolitico degli IMAO.
Gli inibitori non selettivi delle isoforme A e B o i selettivi per la sola forma A delle monoammino ossidasi sono ad oggi utilizzati come antidepressivi ed ansiolitici, specie per le forme resistenti al trattamento con farmaci di prima linea, dove mostrano un’efficacia elevata. Gli inibitori della sola isoforma B sono invece utilizzati nelle fasi iniziali del morbo di Parkinson.
Nel trattamento della depressione e di altri disturbi psichiatrici, pur presentando una efficacia e tollerabilità spesso superiore a quella di classi di farmaci più recenti, gli IMAO irreversibili non sono indicati come trattamento farmacologico di prima linea a causa delle potenzialmente gravi interazioni farmacologiche ed alimentari che richiedono ad esempio una dieta con cibi privi di tiramina. Per ovviare a questi limiti, recentemente sono stati sviluppati gli IMAO reversibili.

## Indicazioni
Gli inibitori irreversibili delle monoammino ossidasi sono stati storicamente la prima classe di antidepressivi ad essere commercializzata. Nel corso dei decenni, sono stati perciò sperimentati contro una ampia gamma di affezioni psichiatriche, dimostrando spesso una efficacia e tollerabilità superiore ad altre classi di farmaci (compresi triciclici e farmaci di nuova generazione). Tuttavia, a causa delle potenzialmente gravi interazioni farmacologiche ed alimentari, sono considerati una scelta di seconda linea da riservare quando gli altri trattamenti non hanno sortito gli effetti desiderati.
Le attuali evidenze scientifiche li hanno trovati efficaci nel trattamento del disturbo da attacchi di panico anche quando associato ad agorafobia, fobia sociale o depressioni atipiche e nel trattamento dell’ansia generalizzata; nel trattamento della depressione atipica e della depressione maggiore; nel trattamento di altri disturbi come della bulimia, il disturbo post-traumatico da stress, il disturbo borderline di personalità e il disturbo ossessivo compulsivo.
Un'analisi retrospettiva del 2009 li classifica come particolarmente efficaci nel trattamento della depressione bipolare. Sono inoltre considerati particolarmente efficaci nel trattamento della distimia, della disforia isteroide (depressione dovuta al sentirsi “rifiutati”) e della depressione maggiore farmaco resistente.
Studi ne hanno trovato utilità nel trattamento del disturbo ossessivo-compulsivo, nella tricotillomania e nel disturbo evitante di personalità ma il numero di studi condotti in questi ambiti non è ancora considerato sufficiente per trarne conclusioni definitive sulla loro efficacia.
Gli inibitori della isoforma B (come selegilina e rasagilina) sono utilizzati nel trattamento delle forme iniziali e avanzate della malattia di Parkinson, in monoterapia o in associazione.

## Classificazione

### Classificazione chimica
- Derivati idrazinici:
  - per sostituzione di atomi di idrogeno: iproniazide, isoniazide, fenelzina
- Non idrazinici:
  - alcune beta-carboline alcaloidi dell'harmala: armina, armalina, tetraidroarmina
  - propargilamine: clorgilina, pargilina, selegilina
  - ciclopropilammine: tranilcipromina
  - indolalchilammine: alfa-metiltriptamina

### Classificazione farmacologica
| Classificazione derivati I-MAO | Inibitori non selettivi | Inibitori selettivi delle MAO-a                     | Inibitori selettivi delle MAO-b                    | Selettività non chiara           |
| ------------------------------ | --- | --------------------------------------------------- | -------------------------------------------------- | -------------------------------- |
| Derivati farmaceutici          | Derivati idrazinici - Idralazina - Iproclozide† - Iproniazide† - Isocarboxazide - Isoniazide - Procarbazina - Mebanazina† - Nialamide† - Fenelzina - Feniprazina | - Clorgilina - Minaprina - Moclobemide - Toloxatone | - Lazabemide - Pargilina - Rasagilina - Selegilina |                                  |
| Derivati farmaceutici          | Non idrazinici - Caroxazone - Furazolidone - Linezolid - Tranilcipromina                                                                                         | - Clorgilina - Minaprina - Moclobemide - Toloxatone | - Lazabemide - Pargilina - Rasagilina - Selegilina |                                  |
| Derivati naturali              | - Curcumina - Alcaloidi dell'Harmala: armina, armalina, tetraidroarmina                                                                                          | - Berberina - Coptisina - Resveratrolo              | - Piperina - Catechina - Idrossitirosolo           | - Liquirizia - Ginseng siberiano |

Nota: † indica i prodotti ritirati dal mercato a livello mondiale.

## Farmacologia

### Farmacodinamica
Le IMAO bloccano l'attività degli enzimi monoaminossidasi, gli enzimi mitocondriali che catalizzano la reazione di deaminazione ossidativa delle amine endogene ed esogene. Esistono due isoforme di monoaminossidasi: le MAO-A che degradano preferenzialmente serotonina, melatonina, noradrenalina, adrenalina, dopamina e triptamine; le MAO-B che degradano invece dopamina, triptamine e feniletilamina.
Entrambe le isoforme sono presenti nel sistema nervoso centrale dove sono tra i principali responsabili della degradazione dei neurotrasmettitori monoaminici, tuttavia le MAO-A sono estensivamente espresse anche nel fegato (dove degradano le monoamine assunte con la dieta come ad esempio la tiramina), nel tratto gastrointestinale, nella placenta e nell'endotelio vascolare polmonare, mentre le MAO-B si ritrovano soprattutto nelle piastrine.
L'inibizione delle MAO a livello del sistema nervoso centrale determina un aumento dei livelli sia intracellulari che sinaptici dei neurotramettitori catecolamine e della serotonina, che svolgono un ruolo nelle patologie psichiatriche. Il blocco può essere di due tipi:
- irreversibile, come quello causato dai tradizionali IMAO che causano l'inattivazione irreversibile dell'enzima che dovrà quindi essere risintetizzato nuovamente dalla cellula. La cellula impiega all'incirca 2 settimane per rigenerare le scorte di monoaminossidasi dopo l'interruzione del farmaco e per questo motivo si devono attendere almeno 2 settimane dalla loro interruzione prima di assumere farmaci in grado di interagire con gli IMAO.
- reversibile, che non inattiva irreversibilmente l'enzima ma ne conserva una parziale attività e può essere rimosso da amine esogene come ad esempio la tiramina. I farmaci appartenenti a questa classe sono detti infatti inibitori reversibili delle monoaminossidasi (o RIMA) e proprio grazie a questa loro reversibilità non presentano interazioni con la tiramina o altre amine simpaticomimetiche. Ne fanno parte toloxatone e moclobemide e alcuni composti contenuti in estratti naturali come l'armalina.[18]

I diversi farmaci possono essere più o meno selettivi verso una delle due isoforme (ad esempio le MAOA sono principalmente inibite dalla clorgilina mentre le MAOB sono selettivamente inibite dalla selegilina) oppure mancare di selettività (come nel caso di fenelzina o tranilcipromina).
I composti che inibiscono irreversibilmente le MAO-A, la forma che degrada preferenzialmente serotonina e tiramina, sono quelli che presentano il maggiore potenziale di interazione con i cibi contenenti tiramina (cibi stagionati come insaccati e alcuni formaggi) che possono dar luogo a crisi ipertensive, e agenti serotoninergici (come alcuni antidepressivi) che possono dar luogo a sindrome serotoninergica, che in alcuni casi si sono rilevate fatali.
Tali restrizioni non si applicano agli inibitori selettivi delle MAO-B, ai reversibili e alle formulazioni transdermiche che saltando il metabolismo epatico non richiedono restrizioni alimentari (al momento solo la selegilina è commercializzata in tale forma come antidepressivo sotto il nome di "Emsam").

### Farmacocinetica
Somministrati oralmente gli IMAO vengono rapidamente assorbiti dal tratto digerente. Un’appropriata inibizione delle MAO si ottiene in 5-10 giorni, a seconda del farmaco impiegato. La cessazione di tutti gli effetti farmacologici si verifica entro 15-20 giorni dalla sospensione del trattamento, quando tutte le MAO inattive vengono metabolizzate e rimpiazzate da nuove.

## Interazioni
L'assunzione di IMAO inibisce il catabolismo di catecolammine, serotonina e altre amine esogene ad azione simpaticomimetica (tra cui alcuni farmaci e la tiramina): questi neurotrasmettitori nel circolo sanguigno svolgono vari ruoli nella regolazione della funzione circolatoria.
Pertanto l'assunzione combinata di IMAO irreversibili con alcuni farmaci ad azione simpaticomimetica (adrenalina, efedrina), psicotropi legali e non (come alcune amfetamine e triptamine) o cibi contenenti quantità elevate di tiramina (cibi stagionati come alcuni formaggi, insaccati, alcuni alcolici) può innescare un rilascio eccessivo di noradrenalina che può portare a crisi ipertensive anche gravi che si manifestano inizialmente con cefalea pulsante occipitale con irradiazione frontale, palpitazioni, ipertensione, nausea, rigidità e dolorabilità del collo e che possono molto raramente evolvere in emorragia intracranica ed emiplegia che in rarissimi casi hanno avuto esito fatale. L'assunzione combinata di IMAO (specie quelli irreversibili) con altri farmaci e psicotropi (sia legali che non) deve perciò essere attentamente valutata da uno specialista che deve inoltre istruire il paziente sull'appropriato regime dietetico.
Il trattamento di eventuali crisi ipertensive avviene mediante somministrazione intravenosa lenta di 2,5-5 mg di fentolamina titolata sulla pressione arteriosa. Uno studio suggerisce che la somministrazione di compresse sublinguali di 10 mg di nifedipina sia altrettanto efficace. La clorpromazina, che ha anche proprietà alfa-bloccanti, viene raccomandata come trattamento autonomo da parte dei pazienti nel caso dell’assunzione di cibi contenenti quantità rilevanti di tiramina. Secondo alcuni recenti studi, gli effetti pressori della tiramina possono essere aboliti con una concomitante somministrazione di farmaci inibitori della ricaptazione della noradrenalina, senza particolari effetti collaterali aggiuntivi.
Le restrizioni dietetiche non si applicano a delle formulazioni più recenti di questi farmaci come la moclobemide (un inibitore reversibile delle IMAO che permette la degradazione delle catecolamine esogene) e i cerotti transdermici di selegilina (che saltando il metabolismo epatico permettono la degradazione della tiramina e altre amine assunte con la dieta).
In generale la tiramina deriva dalla decomposizione delle proteine dovuta all’invecchiamento degli alimenti. Un fattore fondamentale è per questo la freschezza del prodotto: in linea generale i prodotti freschi e correttamente conservati pongono minimi rischi per la salute. Alcuni cibi devono però essere evitati come ad esempio insaccati, formaggi stagionati e prodotti a base di lievito. 
Una revisione degli studi e delle informazioni ad oggi disponibili derivanti dall'esperienza clinica, mostrano che parte delle preoccupazioni circa le interazioni, le restrizioni dietetiche e le controindicazioni derivano da informazioni superate e una non corretta informazione scientifica. Con le appropriate restrizioni alimentari, l’assunzione di IMAO è considerata sicura e l’incidenza di crisi ipertensive è inferiore al 4%.
| Elenco delle restrizioni alimentari | Elenco delle restrizioni alimentari | Elenco delle restrizioni alimentari |
| --- | ----------------------------------- | --- |
| Cibi da evitare: se consumati in modeste quantità, se conservati per lunghi periodi o se contaminati da altri ingredienti possono dar luogo ad una crisi ipertensiva.          |                                     | |
| Bevande | Birre                               | Le birre pastorizzate e trappiste contengono elevati livelli di tiramina, così come le birre coreane. |
| Bevande | Superalcolici                       | Alcuni whiskey e liquori contengono livelli elevati di tiramina. |
| Bevande | Altre                               | Alcune bevande non alcoliche contengono livelli elevati di tiramina. |
| Frutta e verdura | Buccia di banana                    | È stato riportato un episodio di crisi ipertensiva in seguito al consumo di una intera banana verde non matura compresa di buccia. La polpa contiene piccolissime quantità di tiramina, non considerate pericolose (65 µg/grammo e 700 µg di tiramina e dopamina nella buccia contro 7 µg/grammo di tiramina nella polpa). |
| Frutta e verdura | Baccelli di fava                    | I baccelli contengono dopa, non tiramina, che tuttavia viene metabolizzata in dopamina che può causare a sua volta una reazione pressoria e pertanto non dovrebbero essere consumati, in particolare se maturi. |
| Frutta e verdura | Ginseng                             | Alcuni preparati potrebbero contenere elevati livelli di tiramina. |
| Frutta e verdura | Crauti                              | Hanno un contenuto variabile in tiramina per cui andrebbero evitati. |
| Frutta e verdura | Zuppe                               | Le zuppe che contengono additivi a base di estratti proteici andrebbero evitate. |
| Prodotti caseari | Cagliate vegetali                   | Cagliate fermentate, semi di soia fermentata e paste di semi di soia contengono significativi livelli di tiramina. |
| Prodotti caseari | Formaggi                            | Il contenuto di tiramina non può essere previsto in base all'aspetto, al sapore o alla varietà e pertanto dovrebbero essere evitati. La crema di formaggio e la ricotta non hanno livelli di tiramina rilevabili e possono essere consumati con sicurezza. In generale, più i formaggi sono stagionati maggiore è il livello di tiramina.                                                                                        |
| Integratori e lievito | Integratori proteici                | Gli integratori proteici potrebbero contenere alti livelli di tiramina o comunque questa potrebbe essere prodotta dalla degradazione delle proteine del latte e della carne. |
| Integratori e lievito | Lievito                             | Lievito essiccato, in polvere, integratori a base di lievito ed estratti di lievito andrebbero evitati. Tuttavia i prodotti da forno e i prodotti della panificazione in cui il lievito è utilizzato come agente lievitante possono essere consumati in sicurezza. |
| Carne | Carne conservata                    | La carne di pollo, specie se prodotta di recente, può essere consumata con sicurezza. Tuttavia alti livelli di tiramina si ritrovano nel fegato di pollame conservato o non fresco. La carne fresca può essere consumata tutta in sicurezza, tuttavia si raccomanda attenzione alla carne servita nei ristoranti. Tutti gli insaccati e la carne stagionata contengono elevati livelli di tiramina e non vanno perciò consumati. |
| Pesce | Pesce surgelato                     | Il pesce fresco o surgelato per brevi periodi e il caviale possono essere consumati senza rischi, tuttavia quelli surgelati da lunghi periodi non dovrebbero essere consumati perché la tiramina può formarsi come prodotto di degradazione delle proteine del pesce. |
| Pesce | Pesce affumicato                    | Il pesce affumicato, fermentato o conservato, le aringhe conservate sotto aceto ed olio potrebbero contenere alti livelli di tiramina e devono perciò essere evitati. |
| Pesce | Salsa di gamberetti                 | Contiene elevate quantità di tiramina. |
| Cibi a cui prestare attenzione: se consumati in piccole quantità (ad esempio come quella che può essere contenuta in un bicchiere di 120 ml) non pongono rischi per la salute. |                                     | |
| Bevande alcoliche | Vino Chianti e Vermouth             | È possibile consumare vino rosso e bianco in una quantità inferiore a 120 ml (all’incirca un bicchiere). |
| Bevande alcoliche | Birre                               | Birre che contengono bassi livelli di tiramina possono essere consumate con sicurezza in una quantità di 120 ml. |
| Frutta e verdura | Avocado                             | Specie quelli non troppo maturi possono essere consumati in sicurezza in piccole quantità. |
| Frutta e verdura | Lamponi                             | Contengono tiramina in bassa quantità e possono essere consumati in sicurezza. |
| Frutta e verdura | Spinaci                             | Contengono tiramina in bassa quantità e potrebbero generare un aumento di pressione solo se consumati in elevata quantità. |
| Frutta e verdura | Frutta a guscio                     | Grandi quantità di arachidi e cocco sono stati implicati in reazioni ipertensive e mal di testa. |
| Frutta e verdura | Salsa di soia                       | La salsa di soia in sé contiene basse quantità di tiramina e può essere consumata in relativa sicurezza, tuttavia la carne fermentata in cui è spesso usata ne contiene invece quantità pericolose. |
| Frutta e verdura | Caffè                               | Nel caffè sono contenute piccole quantità di agenti in grado di innalzare la pressione, può essere consumato in sicurezza se non ne viene fatto un uso eccessivo. |
| Frutta e verdura | Cioccolato                          | Può essere consumato in sicurezza a meno che non se ne ingeriscano quantità eccessive. |
| Prodotti caseari | Latte e derivati                    | Creme, formaggi, yogurt, latte, panna possono essere consumati con relativa sicurezza a meno che non siano prodotti stagionati, conservati troppo a lungo o non conservati correttamente. Sempre per una questione di sicurezza non dovrebbero essere consumati prodotti troppo vicini alla data di scadenza. |
| Cibi che possono essere consumati se freschi o correttamente conservati |                                     | |
| Acciughe Barbabietola Cetrioli Patatine Aceto Coca Cola Caffè Mais Fiocchi di latte Crema di formaggio Uovo Pesce Funghi Ananas Succo di pomodoro                              |                                     | |

## Uso ricreativo
Capita che alcuni IMAO vengano assunti appositamente per amplificare l'effetto di droghe psicoattive. In altri casi sono proprio gli IMAO a permettere di percepire gli effetti dopo un'assunzione per via orale di alcune piante non conosciute come psicoalteranti. Un IMAO di origine naturale utilizzato a questi propositi è l'armalina, una sostanza presente soprattutto nella ruta siriana (Peganum harmala) e nella liana (Banisteriopsis caapi).